# Matador (pel·lícula)
Matador és una pel·lícula espanyola realitzada en 1986, produïda per Andrés Vicente Gómez sota la direcció de Pedro Almodóvar i amb les actuacions d'Assumpta Serna, Antonio Banderas i Nacho Martínez. Com a curiositat, assenyalar que Almodóvar va oferir el paper de "Maria Cardenal" a Charo López, però aquesta va rebutjar.

## Argument
Diego Montes (Nacho Martínez) és un torero retirat per un cop de banya. Troba satisfacció sexual veient pel·lícules slasher. Entre els estudiants de la seva classe taurina hi ha Ángel, un jove que té visions de dones assassinades. Ángel intenta violar a la seva veïna Eva (Eva Cobo), que també és la xicota de Diego. Mentre la deixa, es desplaça pel fang i es trenca la galta. A la vista de la seva sang, Ángel s'esvaeix. L'endemà, la mare d'Ángel l'obliga a anar a missa i a confessar-se, però ell va a comissaria per confessar la violació, però Eva es nega a presentar càrrecs. Però davant del detectiu de la policia (Eusebio Poncela) Ángel confessa haver matat les dones d'unes fotos que li recorden les que de les seves visions. Aleshores, el detectiu pregunta sobre dues dones desaparegudes, que també eren estudiants de Diego, i Ángel també confessa haver-les matat.
Tot i que Ángel és capaç de dirigir la policia als cossos de les dues dones enterrades fora de casa de Diego, el detectiu no està convençut. Es pregunta com podia haver-les enterrat sense el coneixement de Diego, i a més descobreix que es desmaia per la vista de la sang. Mentrestant, l'advocada d'Angel, María Cardenal (Assumpta Serna), sospita que Diego va matar les dues dones. Ella el porta a una casa remota on ha recopilat records relacionats amb Diego des que el va veure matar per primera vegada a un toro. A la casa de Diego, Eva els escolta i s'adona que són els assassins. Quan María marxa, Eva li diu a Diego que ha de portar-la de tornada, ja que ho sap tot. Eva llavors va a María per dir-li que es mantingui allunyada de Diego, ja que Eva coneix els seus secrets. La reacció de María no tranquil·litza Eva i es dirigeix a la policia. Alhora, la psiquiatra d'Àngel (Carmen Maura que ha tingut visions de Diego i María. Mentre la policia va cap a la casa, Maria mata Diego d'una punyalada mentre fan l'amor i es dispara a boca.

## Repartiment
- Assumpta Serna: 	María Cardenal
- Antonio Banderas: Ángel
- Nacho Martínez: Diego Montez
- Eva Cobo: Eva
- Julieta Serrano: Berta Giménez
- Chus Lampreave: Pilar
- Carmen Maura: Julia
- Eusebio Poncela: el comissari del Valle
- Bibiana Fernández: la venedora de flors
- Luis Ciges: el guàrdia Mariano
- Verónica Forqué: la periodista

## Crítiques
Vincent Canby de The New York Times va escriure: 
| « | "La pel·lícula té un aspecte fantàstic i està actuada amb convicció absoluta i directa per l'excel·lent repartiment encapçalat per la senyora Serna, el senyor Martinez i el senyor Banderas. Matador és de gran interès com un altre treball en la carrera d'un cineasta que, possiblement, estigui en procés de perfeccionament d'un talent singular." | » |

Per la seva banda, el 2005, Thomas Sotinel veu Matador com una pel·lícula imperfecta i "una mica incòmoda" en comparació amb les següents pel·lícules de Pedro Almodóvar, que mostra tanmateix un "talent burlesc" i "inspiracions fulgurants".
En el seu llibre Almodóvar sobre Almodóvar, el director va admetre que considerava aquesta pel·lícula i Kika (1993) les seves pel·lícules més fluixes.